# Hemelytroblatta subhyalina
Hemelytroblatta subhyalina är en kackerlacksart som först beskrevs av Lucien Chopard 1921.  Hemelytroblatta subhyalina ingår i släktet Hemelytroblatta och familjen Polyphagidae.
Artens utbredningsområde är Iran. Inga underarter finns listade i Catalogue of Life.